# Pooh 1978-1981
I Pooh 1978-1981 è la terza raccolta antologica triennale dei Pooh, che include i brani di successo pubblicati negli album dell'epoca 1978-1980.

## Il disco
Si apre col pezzo Ultima notte di caccia, un brano dall'impronta rock e caratterizzato da ritmi veloci. Si ritrovano nel disco due lati B di singoli: si tratta di Giorno per giorno, seconda facciata di Cercami, e di Sei tua, sei mia, retro di Io sono vivo che i Pooh portarono dal vivo nel tour di Viva; entrambe le canzoni all'epoca erano inedite su 33 giri.
Il materiale di musica da film (Fantastic Fly/Odissey) non trovò posto nella raccolta, anche se era stato pubblicato come singolo e malgrado all'epoca fosse ancora inedito su LP; per questo, a differenza della raccolta precedente (I Pooh 1975-1978), questa antologia è priva di pezzi strumentali.
Nella prima edizione del 33 giri era incluso un gadget: un minuscolo ciondolo di metallo giallo che riproduceva il secondo logo dei Pooh (l'orsacchiotto di profilo), accessorio che non venne replicato per le successive ristampe economiche dell'album.

## Tracce
1. Ultima notte di caccia (Facchinetti-Negrini) - 4'46"
2. Ci penserò domani (Battaglia-Negrini) - 4'23"
3. Caro me stesso mio (Facchinetti-Negrini) - 3'39"
4. Giorno per giorno (Facchinetti-Negrini) - 4'02"
5. Notte a sorpresa (Facchinetti-Negrini) - 3'21"
6. Io sono vivo (Facchinetti-Negrini) - 5'19"
7. Pronto, buongiorno è la sveglia (Facchinetti-D'Orazio) - 4'52"
8. Stagione di vento (Facchinetti-Negrini) - 4'18"
9. Cercami (Facchinetti-Negrini) - 4'02"
10. Sei tua, sei mia (Battaglia-Negrini) - 4'10"
11. Aria di mezzanotte (Facchinetti-Canzian-D'Orazio) - 4'04"
12. Canterò per te (Battaglia-Negrini) - 3'51"

## Formazione
- Roby Facchinetti - voce solista, pianoforte, tastiere
- Dodi Battaglia - voce solista, chitarra
- Stefano D'Orazio - voce, batteria, percussioni
- Red Canzian - voce solista, basso